# Teodoro Monteys
Teodoro Monteys (* 1895 in Ripollet; † unbekannt) war ein spanischer Radrennfahrer.

## Sportliche Laufbahn
Monteys war im Straßenradsport und im Bahnradsport aktiv. Von 1921 bis 1929 war er als Unabhängiger und Berufsfahrer aktiv. Er gewann 1921 den Carrera de Homenaje a Josep Prat, 1923 und 1925 Barcelona–Manresa–Barcelona, 1924 eine Etappe der Katalonien-Rundfahrt, 1925 das Etappenrennen Vuelta a Cantabria mit einem Tageserfolg sowie eine Etappe der Katalonien-Rundfahrt. Dazu kam eine Reihe von Titeln in regionalen Meisterschaften auf der Straße und im Bahnradsport. In der Katalonien-Rundfahrt 1924 wurde er Zweiter hinter Miguel Mucio. 1924 wurde er Dritter in der nationalen Meisterschaft im Straßenrennen, 1925 Dritter in der Katalonien-Rundfahrt.